# 우어부르셴샤프트

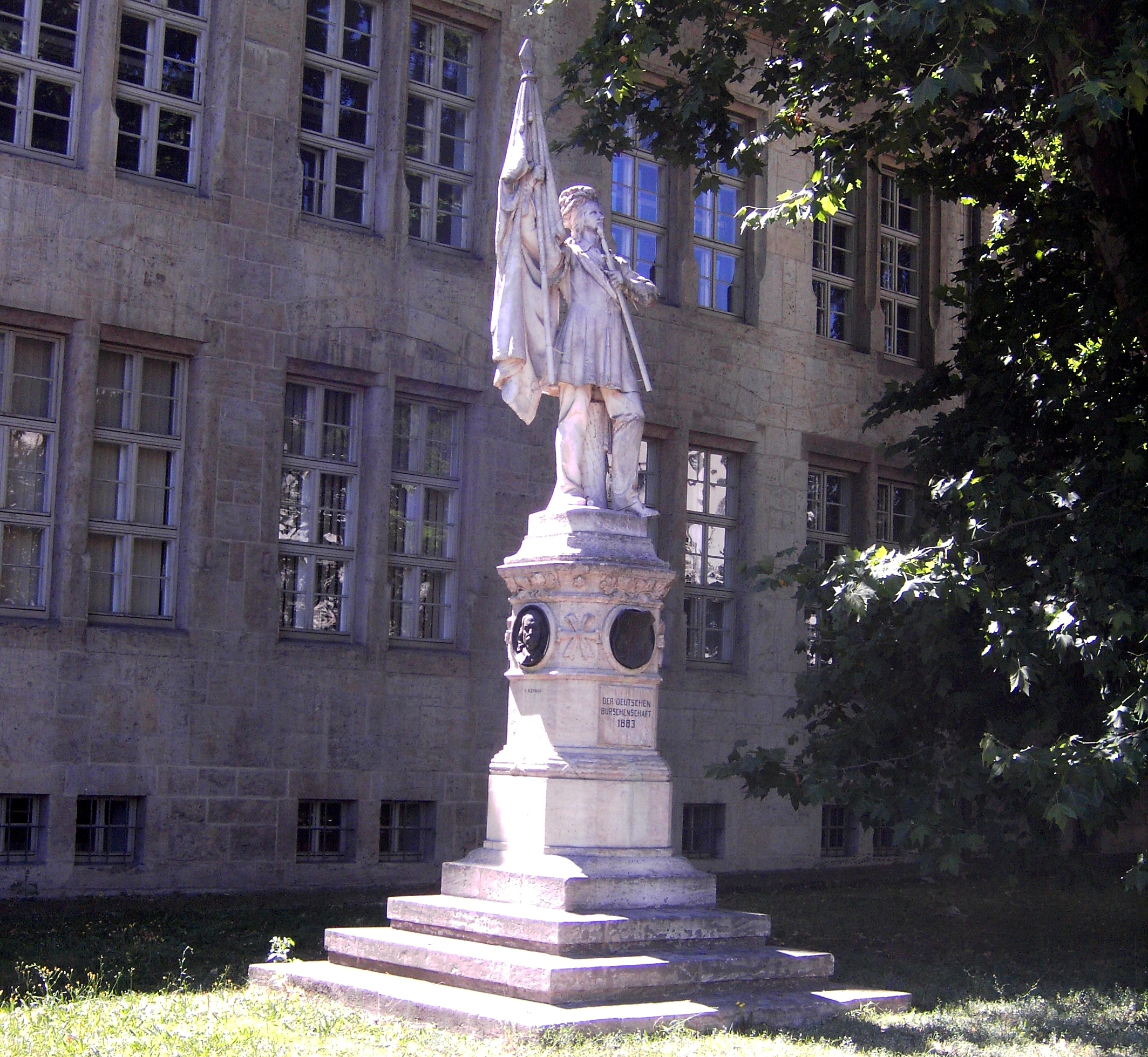
예나의 우어부르셴샤프트 기념비.

1816년 사교클럽의 흑적금 기.

우어부르셴샤프트(독일어: Urburschenschaft)는 전통적인 독일 학생회 최초의 부르셴샤프트이다.
이 단체는 1815년 독일 튀링겐 주 예나에서 결성되었으며, 이 단체는 나중에 독일의 국가색이 되는 흑색-적색-금색을 대표색으로 정했다. 이후 19세기 초부터 나타나게 되는 부르셴샤프트는 이 우어부르셴샤프트의 영감을 받아 대학생들이 고전적 자유주의와 독일 민족주의를 표방하면서 설립하게 되었다.
예나의 우어부르셴샤프트는 총 859명의 학생이 활동하고 있었으며, 1815년부터 1820년까지 예나 대학교 학생들이 60%를 차지하고 있었다. 최초의 구성원 중 한명인 하인리히 폰 가게른은 1848년 프랑크푸르트 국민의회의 의장을 맡게 된다.